# Tour de Picardie 2016
La 70e édition du Tour de Picardie a eu lieu du 13 au 15 mai 2016. La course fait partie du calendrier UCI Europe Tour 2016 en catégorie 2.1.

## Présentation

### Équipes
Classé en catégorie 2.1 de l'UCI Europe Tour, le Tour de Picardie est par conséquent ouvert aux WorldTeams dans la limite de 50 % des équipes participantes, aux équipes continentales professionnelles, aux équipes continentales et aux équipes nationales.
Seize équipes participent à ce Tour de Picardie - cinq WorldTeams, sept équipes continentales professionnelles et quatre équipes continentales :
| UCI WorldTeams   | UCI WorldTeams | UCI WorldTeams |
| Nom de l'équipe  | Pays           | Code           |
| ---------------- | -------------- | -------------- |
| AG2R La Mondiale | France         | ALM            |
| Astana           | Kazakhstan     | AST            |
| FDJ              | France         | FDJ            |
| IAM              | Suisse         | IAM            |
| Lotto-Soudal     | Belgique       | LTS            |

| Équipes continentales professionnelles | Équipes continentales professionnelles | Équipes continentales professionnelles |
| Nom de l'équipe                        | Pays                                   | Code                                   |
| -------------------------------------- | -------------------------------------- | -------------------------------------- |
| Cofidis                                | France                                 | COF                                    |
| Delko-Marseille Provence-KTM           | France                                 | DMP                                    |
| Direct Énergie                         | France                                 | DEN                                    |
| Fortuneo-Vital Concept                 | France                                 | FVC                                    |
| Roompot-Oranje Peloton                 | Pays-Bas                               | ROP                                    |
| Topsport Vlaanderen-Baloise            | Belgique                               | TSV                                    |
| Wanty-Groupe Gobert                    | Belgique                               | WGG                                    |

| Équipes continentales                 | Équipes continentales | Équipes continentales |
| Nom de l'équipe                       | Pays                  | Code                  |
| ------------------------------------- | --------------------- | --------------------- |
| Armée de Terre                        | France                | ADT                   |
| HP BTP-Auber 93                       | France                | AUB                   |
| Roubaix Métropole européenne de Lille | France                | RML                   |
| Wallonie Bruxelles-Group Protect      | Belgique              | WBC                   |

## Étapes
| Étape     | Date   | Villes étapes                    |                 | Distance (km) | Vainqueur d’étape | Leader du classement général |
| --------- | ------ | -------------------------------- | --------------- | ------------- | ----------------- | ---------------------------- |
| 1re étape | 13 mai | Chaumont-en-Vexin – Formerie     | Étape de plaine | 176           | Nacer Bouhanni    | Nacer Bouhanni               |
| 2e étape  | 14 mai | Feuquières-en-Vimeu – Flixecourt | Étape de plaine | 180,3         | Nacer Bouhanni    | Nacer Bouhanni               |
| 3e étape  | 15 mai | Saint-Quentin – Guise            | Étape de plaine | 170,2         | Kenny Dehaes      | Nacer Bouhanni               |

## Déroulement de la course

### 1reétape
| Classement de l'étape | Classement de l'étape | Classement de l'étape | Classement de l'étape | Classement de l'étape |
|                       | Coureur               | Pays                  | Équipe                | Temps                 |
| --------------------- | --------------------- | --------------------- | --------------------- | --------------------- |
| 1er                   | Nacer Bouhanni        | France                | Cofidis               | en 4 h 8 min 39 s     |
| 2e                    | Jens Debusschere      | Belgique              | Lotto-Soudal          | m.t                   |
| 3e                    | Sondre Holst Enger    | Norvège               | IAM                   | m.t                   |
| 4e                    | Kenny Dehaes          | Belgique              | Wanty-Groupe Gobert   | m.t                   |
| 5e                    | Andrea Guardini       | Italie                | Astana                | m.t                   |
| modifier              |                       |                       |                       |                       |

| Classement général | Classement général | Classement général | Classement général     | Classement général |
|                    | Coureur            | Pays               | Équipe                 | Temps              |
| ------------------ | ------------------ | ------------------ | ---------------------- | ------------------ |
| 1er                | Nacer Bouhanni     | France             | Cofidis                | en 4 h 8 min 26 s  |
| 2e                 | Jens Debusschere   | Belgique           | Lotto-Soudal           | + 5 s              |
| 3e                 | Sondre Holst Enger | Norvège            | IAM                    | + 9 s              |
| 4e                 | Quentin Jauregui   | France             | AG2R La Mondiale       | + 10 s             |
| 5e                 | Julien Loubet      | France             | Fortuneo-Vital Concept | + 11 s             |
| modifier           |                    |                    |                        |                    |

### 2eétape
| Classement de l'étape | Classement de l'étape | Classement de l'étape | Classement de l'étape  | Classement de l'étape |
|                       | Coureur               | Pays                  | Équipe                 | Temps                 |
| --------------------- | --------------------- | --------------------- | ---------------------- | --------------------- |
| 1er                   | Nacer Bouhanni        | France                | Cofidis                | en 4 h 23 min 29 s    |
| 2e                    | Daniel McLay          | Royaume-Uni           | Fortuneo-Vital Concept | m.t                   |
| 3e                    | Andrea Guardini       | Italie                | Astana                 | m.t                   |
| 4e                    | Jens Debusschere      | Belgique              | Lotto-Soudal           | m.t                   |
| 5e                    | Sondre Holst Enger    | Norvège               | IAM                    | m.t                   |
| modifier              |                       |                       |                        |                       |

| Classement général | Classement général | Classement général | Classement général     | Classement général |
|                    | Coureur            | Pays               | Équipe                 | Temps              |
| ------------------ | ------------------ | ------------------ | ---------------------- | ------------------ |
| 1er                | Nacer Bouhanni     | France             | Cofidis                | en 8 h 31 min 45 s |
| 2e                 | Jens Debusschere   | Belgique           | Lotto-Soudal           | + 15 s             |
| 3e                 | Daniel McLay       | Royaume-Uni        | Fortuneo-Vital Concept | + 17 s             |
| 4e                 | Matthieu Ladagnous | France             | FDJ                    | + 17 s             |
| 5e                 | Andrea Guardini    | Italie             | Astana                 | + 19 s             |
| modifier           |                    |                    |                        |                    |

### 3eétape
| Classement de l'étape | Classement de l'étape | Classement de l'étape | Classement de l'étape            | Classement de l'étape |
|                       | Coureur               | Pays                  | Équipe                           | Temps                 |
| --------------------- | --------------------- | --------------------- | -------------------------------- | --------------------- |
| 1er                   | Kenny Dehaes          | Belgique              | Wanty-Groupe Gobert              | en 3 h 57 min 2 s     |
| 2e                    | Sondre Holst Enger    | Norvège               | IAM                              | m.t                   |
| 3e                    | Kévin Réza            | France                | FDJ                              | m.t                   |
| 4e                    | Jens Debusschere      | Belgique              | Lotto-Soudal                     | m.t                   |
| 5e                    | Baptiste Planckaert   | Belgique              | Wallonie Bruxelles-Group Protect | m.t                   |
| modifier              |                       |                       |                                  |                       |

## Classements finals

### Classement général final
| Classement général final | Classement général final | Classement général final | Classement général final     | Classement général final |
|                          | Coureur                  | Pays                     | Équipe                       | Temps                    |
| ------------------------ | ------------------------ | ------------------------ | ---------------------------- | ------------------------ |
| 1er                      | Nacer Bouhanni           | France                   | Cofidis                      | en 12 h 28 min 47 s      |
| 2e                       | Sondre Holst Enger       | Norvège                  | IAM                          | + 13 s                   |
| 3e                       | Kenny Dehaes             | Belgique                 | Wanty-Groupe Gobert          | + 13 s                   |
| 4e                       | Jens Debusschere         | Belgique                 | Lotto-Soudal                 | + 15 s                   |
| 5e                       | Daniel McLay             | Royaume-Uni              | Fortuneo-Vital Concept       | + 17 s                   |
| 6e                       | Matthieu Ladagnous       | France                   | FDJ                          | + 19 s                   |
| 7e                       | Kévin Réza               | France                   | FDJ                          | + 19 s                   |
| 8e                       | Tom Devriendt            | Belgique                 | Wanty-Groupe Gobert          | + 19 s                   |
| 9e                       | Andrea Guardini          | Italie                   | Astana                       | + 21 s                   |
| 10e                      | Leonardo Duque           | Colombie                 | Delko-Marseille Provence-KTM | + 21 s                   |
| modifier                 |                          |                          |                              |                          |

### Classements annexes
| Classement par points | Classement par points | Classement par points | Classement par points | Classement par points |
| --------------------- | --------------------- | --------------------- | --------------------- | --------------------- |
|                       | Coureur               | Pays                  | Équipe                | Point(s)              |
| 1er                   | Nacer Bouhanni        | France                | Cofidis               | 15 points             |
| 2e                    | Jens Debusschere      | Belgique              | Lotto-Soudal          | 11 pts                |
| 3e                    | Matthieu Ladagnous    | France                | FDJ                   | 10 pts                |
| modifier              |                       |                       |                       |                       |

| Classement du combiné | Classement du combiné | Classement du combiné | Classement du combiné  | Classement du combiné |
| --------------------- | --------------------- | --------------------- | ---------------------- | --------------------- |
|                       | Coureur               | Pays                  | Équipe                 | Point(s)              |
| 1er                   | Quentin Jauregui      | France                | AG2R La Mondiale       | 16 points             |
| 2e                    | Etienne van Empel     | Pays-Bas              | Roompot-Oranje Peloton | 12 pts                |
| 3e                    | Pirmin Lang           | Suisse                | IAM                    | 10 pts                |
| modifier              |                       |                       |                        |                       |

| \| Classement par équipes \| Classement par équipes \| Classement par équipes \| Classement par équipes \| \| \| Équipe \| Pays \| Temps \| \| ---------------------- \| ---------------------- \| ---------------------- \| ---------------------- \| \| 1re \| IAM \| Suisse \| en 37 h 27 min 34 s \| \| 2e \| HP BTP-Auber 93 \| France \| m.t \| \| 3e \| Wanty-Groupe Gobert \| Belgique \| m.t \| \| modifier \| \| \| \| |                     |          |                     |
| Classement par équipes |                     |          |                     |
| | Équipe              | Pays     | Temps               |
| 1re | IAM                 | Suisse   | en 37 h 27 min 34 s |
| 2e | HP BTP-Auber 93     | France   | m.t                 |
| 3e | Wanty-Groupe Gobert | Belgique | m.t                 |
| modifier |                     |          |                     |

### UCI Europe Tour
Ce Tour de Picardie attribue des points pour l'UCI Europe Tour 2016, par équipes seulement aux coureurs des équipes continentales professionnelles et continentales, individuellement à tous les coureurs sauf ceux faisant partie d'une équipe ayant un label WorldTeam.
| Position           | 1er | 2e | 3e | 4e | 5e | 6e | 7e | 8e | 9e | 10e | 11e | 12e | 13e à 15e | 16e à 25e |
| Classement général | 125 | 85 | 70 | 60 | 50 | 40 | 35 | 30 | 25 | 20  | 15  | 10  | 5         | 3         |
| Par étape          | 14  | 5  | 3  |    |    |    |    |    |    |     |     |     |           |           |
| Leader, par étape  | 3   |    |    |    |    |    |    |    |    |     |     |     |           |           |

| Cycliste | Équipe | Général | Étape | Leader | Total |
| -------- | ------ | ------- | ----- | ------ | ----- |

## Évolution des classements
| Étape              | Vainqueur          | Classement général | Classement par points | Classement du combiné | Classement par équipes       |
| ------------------ | ------------------ | ------------------ | --------------------- | --------------------- | ---------------------------- |
| 1                  | Nacer Bouhanni     | Nacer Bouhanni     | Nacer Bouhanni        | Quentin Jauregui      | Delko-Marseille Provence-KTM |
| 2                  | Nacer Bouhanni     | Nacer Bouhanni     | Nacer Bouhanni        | Quentin Jauregui      | Roompot-Oranje Peloton       |
| 3                  | Kenny Dehaes       | Nacer Bouhanni     | Nacer Bouhanni        | Quentin Jauregui      | IAM                          |
| Classements finals | Classements finals | Nacer Bouhanni     | Nacer Bouhanni        | Quentin Jauregui      | IAM                          |